# Никополски район
Никополски район (на украински: Нікопольський район) е район на Днепропетровска област, Украйна. Центърът на района е град Никопол. Населението на района е 250 746 души (1 януари 2022). 

## История
На 18 юли 2020 г., като част от административната реформа на Украйна, броят на районите на Днепропетровска област е намален на седем, а територията на Никополски район е значително разширена. Един предишен район – Томаковски, Марганецка и Покровска община, както и град Никопол, който преди това е град с областно значение извън района, са обединени в Никополски район.
Южната граница на района е язовира Каховка на река Днепър.

## Подразделения
След реформата от 2020 г. районът се състои от 8 громади.